# Apios americana
Il glicine tuberoso (Apios americana Medik.)  è una pianta perenne rampicante della famiglia  delle Fabacee (o Leguminose), nativa dell'est dell'America settentrionale.

## Descrizione

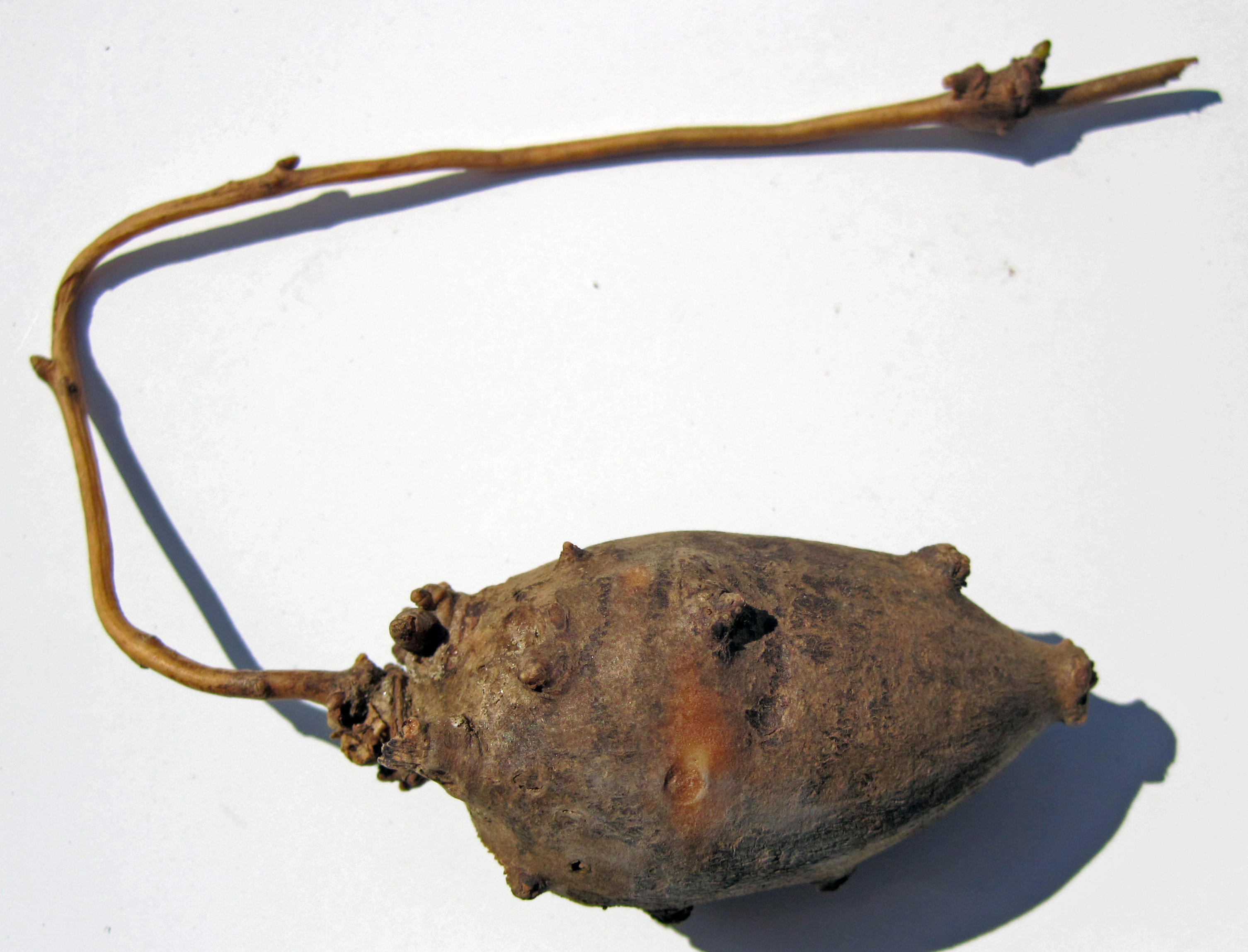
Tubero di glicine tuberoso

La pianta del glicine tuberoso può crescere fino a 1-6 m di lunghezza. Ha foglie pennate lunghe 8-15 cm con 5–7 foglioline. I fiori sono solitamente rosa, viola o rosso-marrone e sono prodotti in racemi densi lunghi 7,5-13 cm. Il frutto è un legume (baccello) lungo tra 3-15 cm. In termini botanici, i tuberi sono steli rizomatosi, non radici.

## Distribuzione e habitat
Apios americana è diffusa allo stato spontaneo in Canada e negli Stati Uniti, a oriente delle Montagne Rocciose, a latitudini molto diverse (dal Québec al Texas).
Si è inoltre naturalizzata in Europa (Francia, Germania e Italia) e in Giappone. In Italia è limitata al nordovest.

## Tassonomia
Apios americana fa parte della famiglia delle Leguminose o Fabacee e, all'interno di questa, della sottofamiglia delle Faboidee.
Inserita originariamente nel genere Glycine, a cui è strettamente imparentata, è stata successivamente spostata con poche altre specie nel genere autonomo Apios.

## Usi
I tuberi sono croccanti e nutrienti, con un alto contenuto di amido e specialmente di proteine. Si possono mangiare anche i semi.
La pianta era una delle più importanti piante commestibili dell'America settentrionale pre-colonizzazione, e ora viene usata in varie coltivazioni.